# نادي الشرطة (العراق)
نادي الشرطة الرياضي هو نادي رياضي عراقي مقره بغداد تأسس عام 1932 كفريق كرة قدم. بعد هذا التاريخ تم تشكيل عدة فرق للشرطة وتجمع أفضل اللاعبين منهم للعب مع منتخب الشرطة. أدخل الاتحاد العراقي نظام الأندية إلى كرة القدم العراقية في منتصف السبعينات، وتأسس نادي الشرطة الرياضي بشكله الحالي عام 1978.
حقق الشرطة لقب دوري نجوم العراق ثماني مرات في الأعوام 1980 و1998 و2013 و2019 و2022 و2023 و2024 و2025، وكان متصدراً لموسمي 2003 و2014 قبل توقفهما. الشرطة هو الفريق الوحيد الذي حقق لقب بطولة أم المعارك ثلاث مرات متتالية، كما فاز بلقب كأس العراق مرة واحدة ولقب كأس السوبر العراقي مرتين. توج الشرطة بلقب النسخة الأولى من كأس العرب للأندية الأبطال عام 1982 ووصل إلى نصف النهائي عام 2023.
ويعتبر الشرطة أول فريق يحقق أربعة ألقاب متتالية في الدوري العراقي (من 2022 حتى 2025)، وأول فريق يفوز بإحدى عشرة مباراة متتالية في الدوري العراقي والذي حققه عام 1998.

## التاريخ

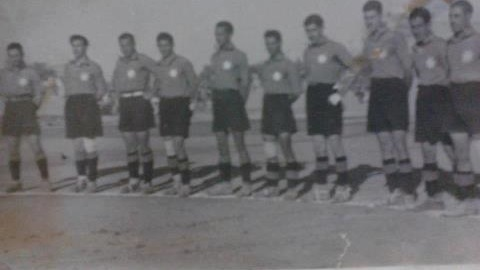
فريق الشرطة عام 1937

دخلت الرياضة إلى سلك الشرطة في عام 1932 عندما صدر منشور من مديرية الشرطة العامة بتعميم التربية الرياضية والألعاب على أفراد الشرطة، وبدأت الفرق الرياضية بالتكوين وأول من تأسس كان منتخب كرة القدم على يد مظفر أحمد. كانت أول مباراة لعبها فريق الشرطة ضد فريق اللاسلكي ضمن كأس الأمير غازي في كانون الأول 1932، وانتهت المباراة 1-1 حيث سجل فريق الشرطة هدف التعادل قبل نهائية المباراة بدقيقة عن طريق اللاعب عبد عبطو. استطاع فريق الشرطة تحقيق لقبه الأول عام 1938 بفوزه على فريق القوة الجوية الملكية بهدف مقابل لا شيء في نهائي كأس العميد طه الهاشمي على ملعب الكشافة وسجل للشرطة حربي شابا.
بعد تأسيس الاتحاد العراقي لكرة القدم عام 1948، أقيمت بطولة دوري لفرق الأندية والمؤسسات في بغداد للمرة الأولى، وحقق منتخب الشرطة فوزه الأول في الدوري يوم 5 كانون الأول 1948 ضد فريق كاجولز البريطاني بنتيجة 4-1. في عام 1960 تأسست مديرية ألعاب الشرطة للاشراف على النشاطات الرياضية لفرق الشرطة، ولتوسيع النشاط الرياضي قررت مديرية ألعاب الشرطة إنشاء فريقين جديدين هما فريق شرطة النجدة (1960) وآليات الشرطة (1961). في موسم 1962–63 تمكن منتخب الشرطة من تحقيق أول لقب دوري له بقيادة المدرب فهمي القيماقجي، حيث احتل المركز الأول في البطولة متقدما على فريق الفرقة الثالثة. بعد ترقية آليات الشرطة إلى دوري الدرجة الممتازة، تم استبدال منتخب الشرطة في الدوري بفريق مدارس الشرطة، واقتصر منتخب الشرطة (والتي ضمت أفضل اللاعبين من فرق الشرطة المختلفة) على المشاركة في بطولة الجمهورية وفي المباريات ضد الفرق الأجنبية. فاز منتخب الشرطة ببطولة الجمهورية عام 1968 و1969 بقيادة المدرب محمد نجيب كابان.

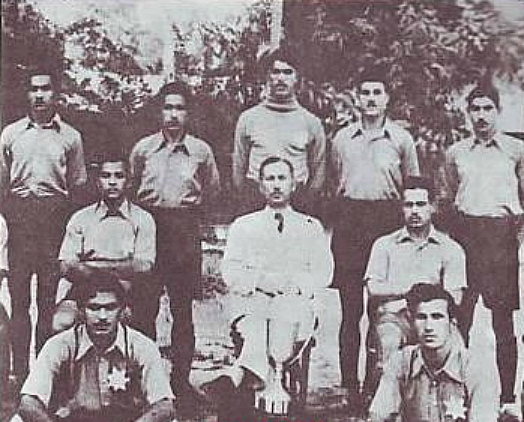
لاعبو الشرطة مع كأس العميد طه الهاشمي

أصبح فريق آليات الشرطة أقوى فريق في الدوري بقيادة نفس المدرب، واستطاع الفريق البنفسجي تحقيق لقب الدوري في ثلاث سنوات متتالية (1968 و1969 و1970) ولم يخسر أي مباراة في الدوري لمدة أربعة مواسم متتالية باستثناء مباراة واحدة ملغاة. في عام 1971 أصبح فريق آليات الشرطة أول فريق عراقي يشارك في بطولة الأندية الآسيوية، وبلغ الفريق نهائي البطولة في بانكوك بعد تحقيقه أربعة انتصارات منها فوزين على تاج الإيراني حامل اللقب. انسحبت آليات الشرطة من المباراة النهائية أمام مكابي تل أبيب الإسرائيلي من أجل نصرة القضية الفلسطينية واستقبل الفريق بترحيب الأبطال بعد عودته إلى بغداد.
في عام 1974 قدم الاتحاد العراقي نظام الأندية إلى كرة القدم العراقية، وبالتالي تم استبدال فرق الشرطة (آليات الشرطة وشرطة النجدة وكلية الشرطة) في الدوري بنادي الشرطة (فريق واحد) للمشاركة في الموسم الأول لدوري أندية القطر. فاز الشرطة بلقب الدوري العراقي الممتاز في موسم 1979–80 تحت قيادة المدرب دوكلص عزيز في أول منصب تدريبي له منذ اعتزاله كلاعب. في عام 1982 فاز الشرطة باللقب الافتتاحي للبطولة الأندية العربية في إنجاز تاريخي لكرة القدم العراقية، حيث فاز على النجمة اللبناني 2-0 على ملعب الشعب الدولي بهدفين للاعب علي حسين محمود، تلاه تعادل 2-2 في نفس الملعب وسجلها صالح راضي ورياض نوري، وبهذا أصبح مجموع المباراتين 4-2 وتسلم الكأس مدرب الشرطة دوكلص عزيز. في عام 1990 بجهود رئيس النادي عبد القادر زينل وبمساعدة متطوعين وعاملين بالنادي تمكن نادي الشرطة من افتتاح ملعب الشرطة بمقر النادي بشارع فلسطين والذي يتسع 8634 متفرج وأقيمت المباراة الأولى على الملعب يوم 23 كانون الأول 1990 حيث تغلب الشرطة على التجارة بنتيجة 3-2. في موسم 1993–94 حقق مهاجم الشرطة يونس عبد علي رقما قياسيا في الدوري العراقي الممتاز عندما سجل 36 هدفا في موسم واحد.

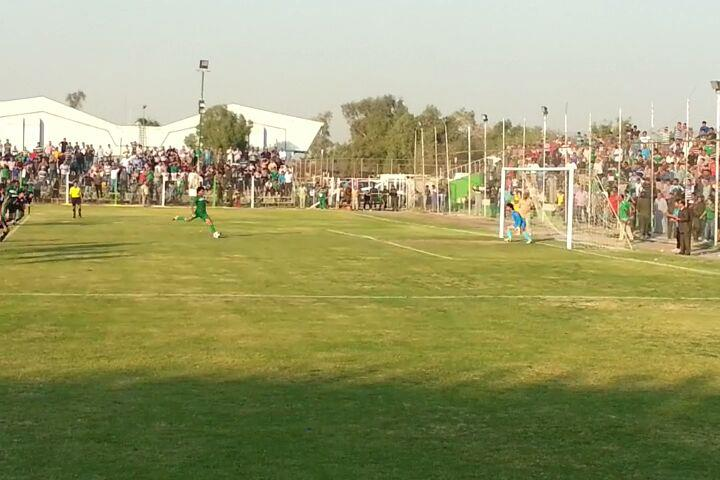
نشأت أكرم يسجل ركلة جزاء للشرطة عام 2013

كان موسم 1997–98 موسمًا تاريخيًا لنادي الشرطة تحت قيادة المدرب عبد الإله عبد الحميد، حيث حقق لقب الدوري في الثواني الأخيرة من الموسم عندما فاز الشرطة على الصليخ (3-2) بضربة جزاء في الدقيقة 91 من اللاعب محمود مجيد وصعد المركز الأول على حساب القوة الجوية. حقق الشرطة العديد من الأرقام القياسية في هذا الموسم بما في ذلك أكثر انتصارات متتالية (11) ومعظم المباريات المتتالية بتسجيل هدف واحد على الأقل (جميع المباريات). وأصبح نادي الشرطة أول ناد يفوز ببطولة أم المعارك ثلاث مرات متتالية، عندما فاز باللقب عام 2000 تحت قيادة الراحل أحمد راضي بفوزه على الزوراء في النهائي، وفاز باللقب عام 2001 تحت قيادة المدرب ياسين عمال بفوزه على الطلبة، وفاز باللقب عام 2002 تحت قيادة المدرب باسم قاسم بفوزه على الطلبة مرة أخرى.

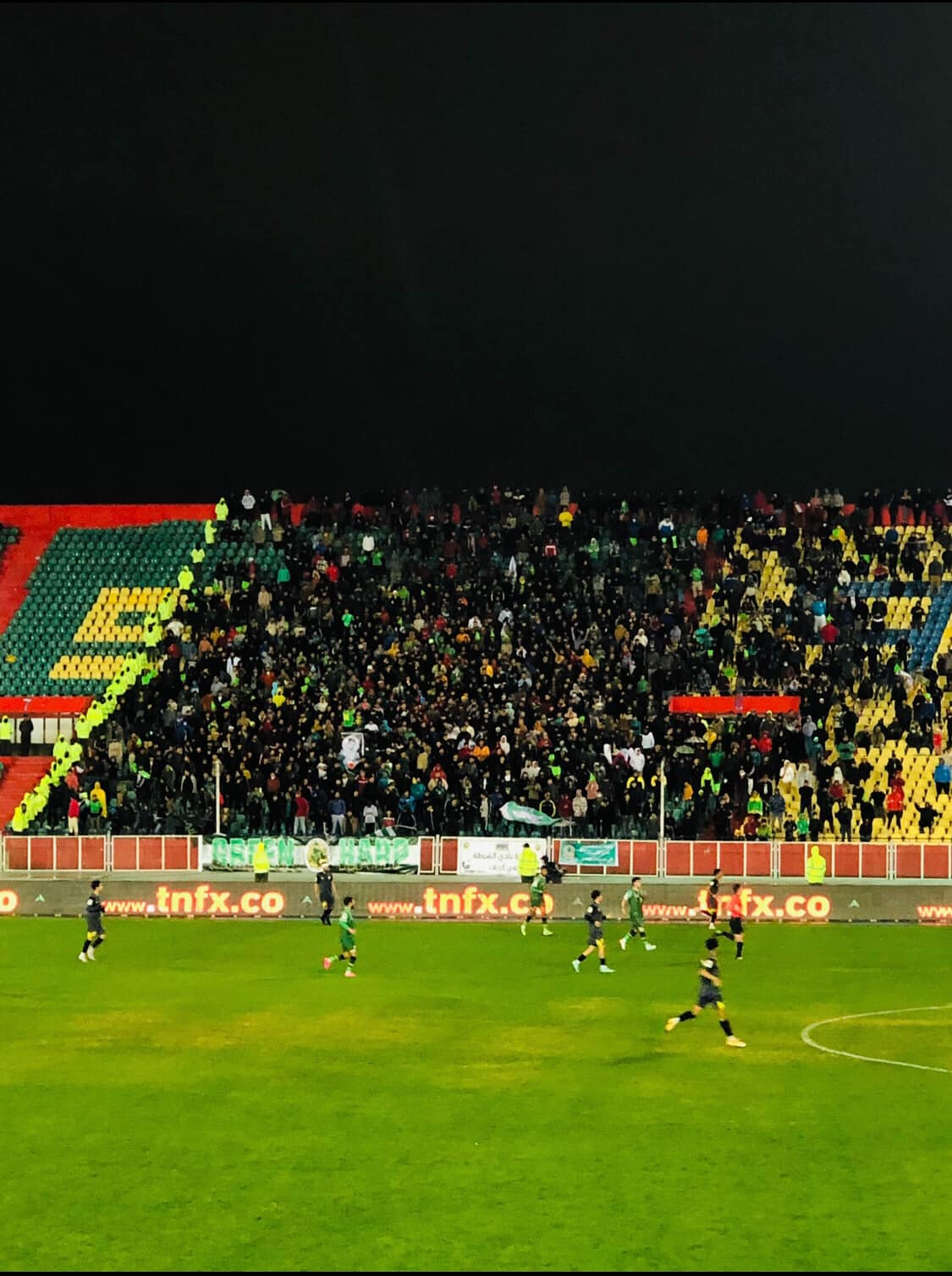
الشرطة يلعب على ملعب الشعب عام 2022

حقق الشرطة لقب الدوري للمرة الأولى منذ 15 عاما في موسم 2012–13 بفوز على الطلبة (3-0) في الجولة الأخيرة من الموسم، واستطاع الشرطة تحقيق المركز الأول في الدوري مرة أخرى في الموسم التالي. حقق القيثارة إنجازا جديدا في عام 2019 عندما توج بطلا للدوري العراقي تحت قيادة مدرب المونتينيغري نيبوتشا يوفوفيتش ولعب الشرطة 39 مباراة متتالية في الدوري بدون خسارة. الشرطة تابع هذا الإنجاز بالفوز بكأس السوبر العراقي لأول مرة ضد الزوراء بركلات الترجيح. حقق الشرطة عدة أرقام قياسية في موسم 2021–22 بقيادة المصري مؤمن سليمان، حيث حسم لقب الدوري قبل نهاية الموسم بـ7 جولات وأنهى الموسم متقدما بـ 21 نقطة على الوصيف. أصبح الشرطة أول فريق بتاريخ الدوري يهزم اقطاب بغداد (الزوراء، القوة الجوية، الطلبة) ذهاباً وأياباً، وأول فريق يفوز على جميع الفرق الـ 19 الأخرى في الدوري. في موسم 2022–23، فاز الشرطة بلقب الدوري العراقي للمرة الثانية على التوالي، كما وصل إلى نصف نهائي كأس العرب للأندية الأبطال عام 2023. في موسم 2023–24، حقق الشرطة ثنائية تاريخية بفوزه بلقب الدوري للمرة الثالثة على التوالي وفي الموسم الأول منذ انطلاق نظام دوري المحترفين في العراق، وفاز القيثارة بلقب كأس العراق للمرة الأولى بفوزه على القوة الجوية بهدف في النهائي. في موسم 2024–25، حصد الشرطة لقب الدوري مجدداً ليصبح أول فريق في تاريخ الدوري العراقي يحقق أربعة ألقاب متتالية.

## الزي
في عام 1958، ارتدى منتخب الشرطة زيًا واحدًا باللونين الأصفر والبني، وزيًا آخر باللون الأبيض بالكامل. منذ عام 1978، استخدم نادي الشرطة اللون الأخضر كلون أساسي والأبيض كلون احتياطي والبنفسجي كلون ثالث. ومع ذلك، منذ موسم 2016–17، استخدم نادي الشرطة اللون البنفسجي كلون احتياطي بدلاً من الأبيض. في عام 2020 أطلق نادي الشرطة ماركة جديدة تحت اسم قيثارة لتصنيع القمصان والملابس الخاصة بالنادي.
زي الشرطة في أهم المناسبات التاريخية
| الدوري العراقي 1979–80 | الدوري العراقي 1997–98 | الدوري العراقي 2012–13 | الدوري العراقي 2018–19 |

| الدوري العراقي 2021–22 | الدوري العراقي 2022–23 | الدوري العراقي 2023–24 | الدوري العراقي 2024–25 |

## الملعب
في السنوات الأولى، كانت تُلعب المباريات على أرض الملعب في مقر الفريق. وبعد انطلاق الدوري العراقي الممتاز، لعب نادي الشرطة مبارياته على ملعب الإدارة المحلية ولاحقاً على ملعب الفروسية المملوك لوزارة الداخلية.

### ملعب الشرطة

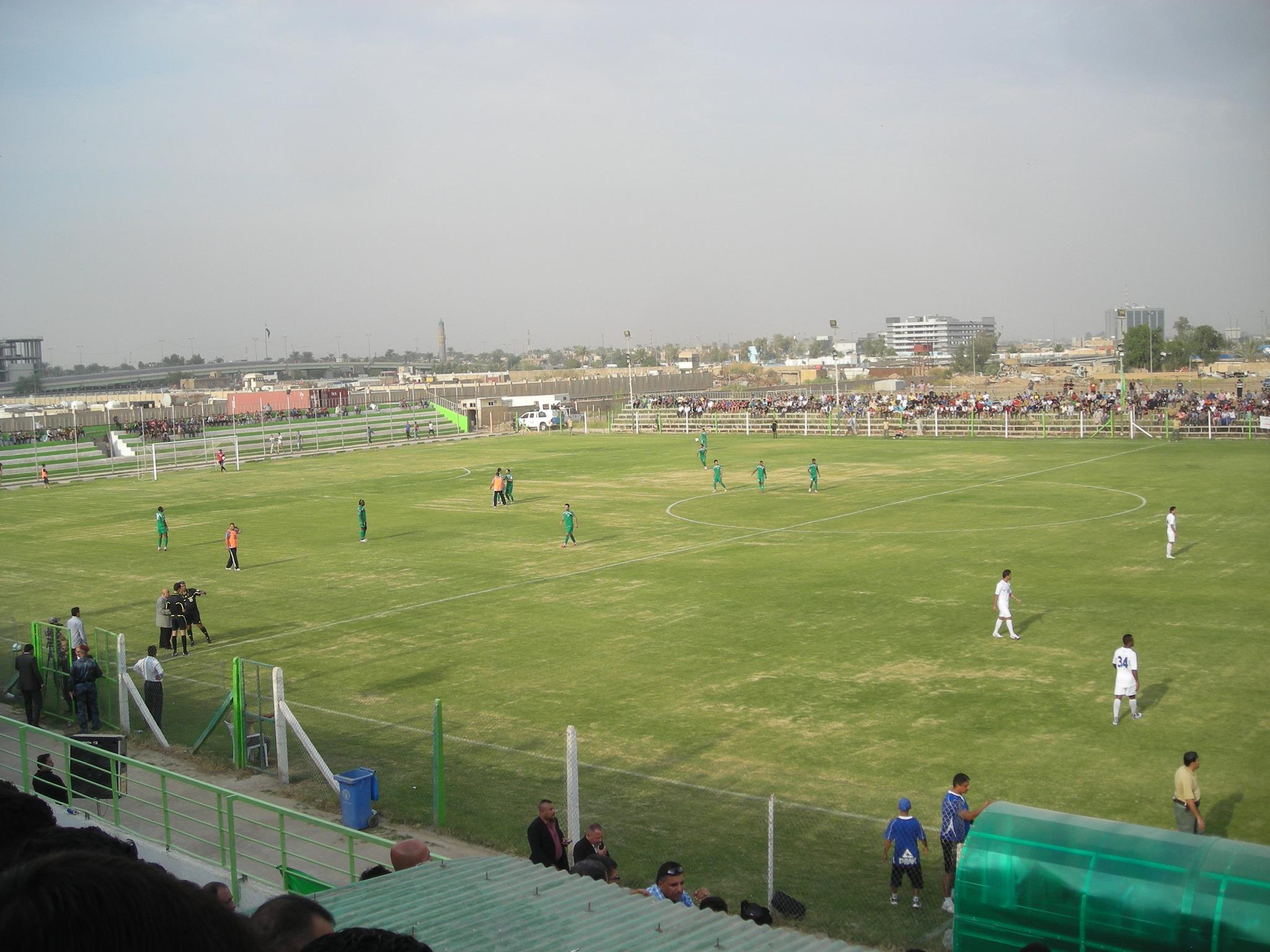
ملعب نادي الشرطة في الفترة الممتدة بين عامي 1990 - 2014

في الثمانينيات، قرر النادي بناء ملعبه الخاص بمقر النادي بشارع فلسطين، وأشرف على تشييد الملعب رئيس النادي عبد القادر زينال. تم تنفيذ أعمال البناء من قبل عمال النادي والمتطوعين وافتتح الملعب لمباراته الأولى في 23 كانون الأول 1990 حيث فاز الشرطة على التجارة بنتيجة 3-2. ملعب الشرطة كان يتسع لـ 8634 متفرج، وقاعة عبد كاظم تتسع لـ 2000 شخص. تم هدم الملعب في آذار 2014 لتسهيل بدء الأعمال الإنشائية للمدينة الرياضية الجديدة.

### المدينة الرياضية لنادي الشرطة
في موسم 2012–13، أعلنت إدارة نادي الشرطة عن مشروع جديد لإنشاء مدينة رياضية للنادي تضم ملعبًا جديدًا. الملعب سيتسع لـ 10076 متفرج وسيكون مجهز بمقاعد بلاستيكية بالإضافة إلى تسقيف لجهة المقصورة الرئيسية.يرتفع بناء المدرجات من ثلاثة امتار عن الأرض وصولاً إلى سبعة عشر دورا وسيكون بداخل الملعب مركز علاجي متكامل ومزود باجهزة متطورة لإسعاف ومعالجة الاصابات وسيكون بجانب الملعب الرئيسي ملعب ثان مكسو بالثيل الصناعي وهو ملعب التمرين وإقامة بعض المباريات لدوريات الفئات العمرية وتحتوي المدينة على نادي ترفيهي وصالات بولينج واسكواش وغيرها، ومول تجاري، بالإضافة إلى فندق لاستقبال الوفود الرياضية والمسبح. توقفت أعمال البناء في كانون الأول 2015 واستؤنفت في تشرين الثاني 2022.

## الديربي
ينافس نادي الشرطة في مباريات ديربي بغداد مع الأندية الثلاثة المشهورة الأخرى في بغداد وهي نادي القوة الجوية ونادي الزوراء ونادي الطلبة:
الشرطة ضد القوة الجوية
| المنافسة           | المواجهات | الفوز        | الفوز  | التعادل | الأهداف      | الأهداف |
| المنافسة           | المواجهات | القوة الجوية | الشرطة | التعادل | القوة الجوية | الشرطة  |
| ------------------ | --------- | ------------ | ------ | ------- | ------------ | ------- |
| دوري نجوم العراق   | 88        | 27           | 28     | 33      | 92           | 94      |
| كأس العراق         | 6         | 1            | 1      | 4       | 7            | 6       |
| بطولة أم المعارك   | 6         | 4            | 2      | 0       | 16           | 9       |
| مباريات البلاي أوف | 2         | 0            | 1      | 1       | 3            | 4       |
| جميع المباريات     | 102       | 32           | 32     | 38      | 118          | 113     |

الشرطة ضد الطلبة
| المنافسة         | المواجهات | الفوز  | الفوز  | التعادل | الأهداف | الأهداف |
| المنافسة         | المواجهات | الشرطة | الطلبة | التعادل | الشرطة  | الطلبة  |
| ---------------- | --------- | ------ | ------ | ------- | ------- | ------- |
| دوري نجوم العراق | 84        | 34     | 31     | 19      | 91      | 100     |
| كأس العراق       | 7         | 2      | 3      | 2       | 7       | 8       |
| بطولة أم المعارك | 11        | 2      | 5      | 4       | 14      | 19      |
| جميع المباريات   | 102       | 38     | 39     | 25      | 112     | 127     |

الشرطة ضد الزوراء
| المنافسة           | المواجهات | الفوز  | الفوز   | التعادل | الأهداف | الأهداف |
| المنافسة           | المواجهات | الشرطة | الزوراء | التعادل | الشرطة  | الزوراء |
| ------------------ | --------- | ------ | ------- | ------- | ------- | ------- |
| دوري نجوم العراق   | 85        | 22     | 34      | 29      | 84      | 104     |
| تصفيات الدوري      | 1         | 1      | 0       | 0       | 1       | 0       |
| كأس العراق         | 11        | 0      | 10      | 1       | 9       | 29      |
| كأس السوبر العراقي | 2         | 0      | 1       | 1       | 1       | 2       |
| بطولة أم المعارك   | 12        | 2      | 5       | 5       | 13      | 21      |
| جميع المباريات     | 111       | 25     | 50      | 36      | 108     | 156     |

## اللاعبون

### التشكيلة الحالية
ملاحظة: تشير الأعلام إلى المنتخب بحسب قواعد الأهلية المعتمدة من قبل الفيفا؛ تنطبق بعض الاستثناءات المحدودة. وقد يحمل اللاعبون أكثر من جنسية لا تعترف بها الفيفا.
| الرقم | البلد  | المركز | اللاعب           |
| ----- | ------ | ------ | ---------------- |
| 1     | العراق | حارس   | أحمد باسل        |
| 4     | العراق | مدافع  | مناف يونس        |
| 5     | العراق | وسط    | ريوان أمين       |
| 6     | العراق | وسط    | سجاد جاسم        |
| 7     | سوريا  | مهاجم  | محمود المواس     |
| 8     | العراق | مدافع  | أكام هاشم        |
| 9     | العراق | وسط    | حسين علي         |
| 10    | العراق | مهاجم  | أحمد فرحان       |
| 11    | العراق | وسط    | بسام شاكر        |
| 12    | العراق | مدافع  | حسن رائد         |
| 14    | النيجر | وسط    | عبد المجيد بوبكر |
| 15    | العراق | مدافع  | أحمد يحيى        |
| 17    | تونس   | وسط    | أيوب بن مشارك    |

| الرقم | البلد     | المركز | اللاعب                       |
| ----- | --------- | ------ | ---------------------------- |
| 18    | العراق    | مهاجم  | مهند علي                     |
| 21    | العراق    | حارس   | حسن أحمد                     |
| 22    | العراق    | حارس   | محمد كريم                    |
| 23    | المغرب    | مدافع  | أيوب المودن (معارًا من الفتح) |
| 24    | العراق    | مدافع  | فيصل جاسم                    |
| 25    | العراق    | وسط    | عبد الرزاق قاسم              |
| 27    | العراق    | مدافع  | أمير صباح                    |
| 28    | البرازيل  | مهاجم  | لوكاس سانتوس                 |
| 29    | العراق    | مهاجم  | محمد داود                    |
| 30    | سوريا     | وسط    | فهد اليوسف                   |
| 31    | العراق    | مدافع  | أحمد زيرو                    |
| 36    | الكاميرون | مدافع  | سالمون بانجا                 |

### اللاعبون المعارون
ملاحظة: تشير الأعلام إلى المنتخب بحسب قواعد الأهلية المعتمدة من قبل الفيفا؛ تنطبق بعض الاستثناءات المحدودة. وقد يحمل اللاعبون أكثر من جنسية لا تعترف بها الفيفا.
| الرقم | البلد  | المركز | اللاعب                    |
| ----- | ------ | ------ | ------------------------- |
|       | العراق | حارس   | عباس كريم (إلى الميناء)   |
|       | العراق | وسط    | عمار غالب (إلى النفط)     |
|       | العراق | وسط    | أثير صالح (إلى الحدود)    |
|       | العراق | مهاجم  | ذو الفقار يونس (إلى دهوك) |

## الإنجازات

### ألقاب دولية
- كأس العرب للأندية الأبطال
  - فوز (1): 1981–82

### ألقاب محلية

#### وطنية
- دوري نجوم العراق
  - فوز (8): 1979–80، 1997–98، 2012–13، 2018–19، 2021–22، 2022–23، 2023–24، 2024–25
- كأس العراق
  - فوز (1): 2023–24
- كأس السوبر العراقي
  - فوز (2): 2019، 2022
- بطولة أم المعارك
  - فوز (3): 2000–01، 2001–02، 2002–03

#### إقليمية
- دوري المؤسسات - بغداد
  - فوز (1): 1962–63

### بطولات أخرى
- كأس العميد طه الهاشمي
  - فوز (1): 1938
- كأس القوة الجوية
  - فوز (1): 1939
- كأس النادي الاولمبي
  - فوز (1): 1939
- كأس متصرف الحلة
  - فوز (1): 1957
- بطولة الجمهورية
  - فوز (2): 1968، 1969
- كأس رئيس بنغلاديش الذهبية
  - فوز (1): 1983
- بطولة القادسية
  - فوز (1): 1988
- بطولة النصر العظيم
  - فوز (1): 1996
- كأس يوم بغداد
  - فوز (1): 2000
- بطولة القدس الدولية
  - فوز (1): 2002
- كأس بغداد
  - فوز (1): 2013

## المدربون
القائمة التالية تضم أسماء المدربين الذين فازوا بلقب رسمي واحد على الأقل مع الشرطة:
| المدرب               | الفترة                                      | عدد الألقاب  | الألقاب                                                      |
| منتخب الشرطة         | منتخب الشرطة                                | منتخب الشرطة | منتخب الشرطة                                                 |
| -------------------- | ------------------------------------------- | ------------ | ------------------------------------------------------------ |
| فهمي القيماقجي       | 1951–1955، 1960–1966                        | 1            | دوري المؤسسات - بغداد (1)                                    |
| نادي الشرطة          |                                             |              |                                                              |
| دوكلص عزيز           | 1979–1982، 1983، 1987–1989، 1990–1991، 1993 | 2            | دوري نجوم العراق (1)، كأس العرب للأندية الأبطال (1)          |
| عبد الإله عبد الحميد | 1997–1998، 2002–2003                        | 1            | دوري نجوم العراق (1)                                         |
| أحمد راضي            | 1999–2001                                   | 1            | بطولة أم المعارك (1)                                         |
| ياسين عمال           | 2001–2002                                   | 1            | بطولة أم المعارك (1)                                         |
| باسم قاسم            | 1994، 1996، 2002، 2003، 2011–2012           | 1            | بطولة أم المعارك (1)                                         |
| ثائر جسام            | 2012–2013، 2015، 2018                       | 1            | دوري نجوم العراق (1)                                         |
| نيبوتشا يوفوفيتش     | 2018–2019                                   | 1            | دوري نجوم العراق (1)                                         |
| ألكسندر إيليش        | 2019–2020، 2020–2021                        | 1            | كأس السوبر العراقي (1)                                       |
| مؤمن سليمان          | 2021–2023، 2024، 2025–                      | 5            | دوري نجوم العراق (3)، كأس العراق (1)، كأس السوبر العراقي (1) |
| أحمد صلاح            | 2018، 2019، 2023، 2024                      | 1            | دوري نجوم العراق (1)                                         |

## الإحصائيات

### إحصائيات اللاعبين

#### الأكثر تسجيلاً في الدوري العراقي

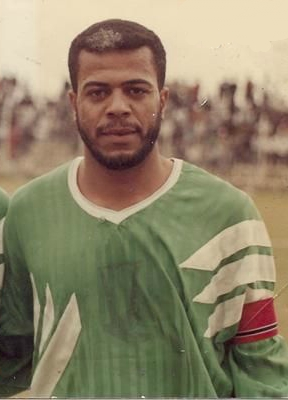
يونس عبد علي الهداف التاريخي للنادي في الدوري

آخر تحديث 2 تموز 2025.
| # | الاسم           | الأهداف | أول سنة | آخر سنة  |
| - | --------------- | ------- | ------- | -------- |
| 1 | يونس عبد علي    | 135     | 1983    | 1999     |
| 2 | هاشم رضا        | 99      | 1998    | 2011     |
| 3 | مهند علي        | 79      | 2014    | 2025     |
| 4 | علاء عبد الزهرة | 78      | 2014    | 2024     |
| 5 | محمود المواس    | 64      | 2021    | حتى الآن |
| 6 | علي حسين محمود  | 60      | 1974    | 1983     |
| 7 | أمجد كلف        | 58      | 2007    | 2016     |
| 8 | سعد قيس         | 45      | 1983    | 2001     |
| 9 | فيصل عزيز       | 42      | 1977    | 1989     |
| 9 | مفيد عاصم       | 42      | 1996    | 2003     |

### في البطولات الدولية

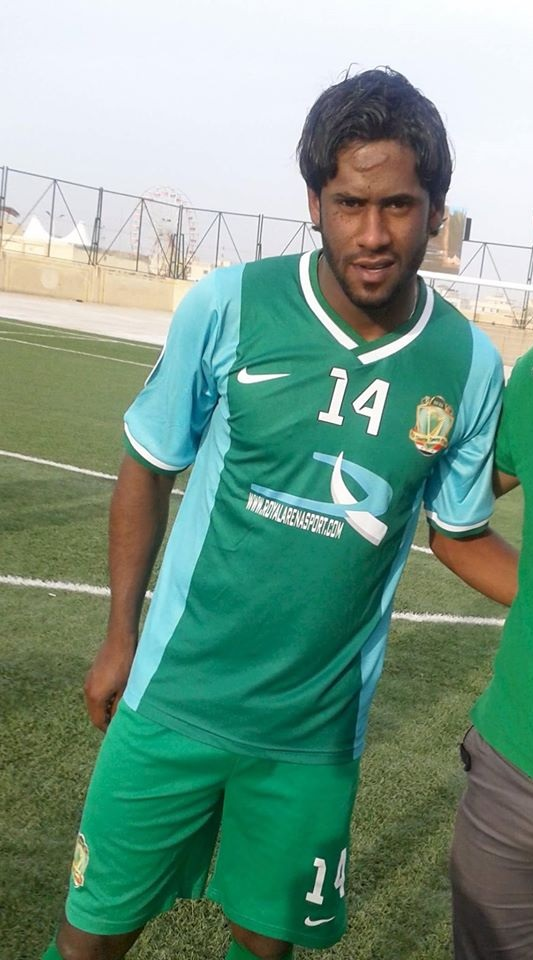
سجل أمجد كلف الهدف الأول للنادي في كأس الاتحاد الآسيوي

آخر تحديث 17 شباط 2025.
| المسابقة                  | السجل | السجل | السجل | السجل | السجل  |
| المسابقة                  | م     | ف     | ت     | خ     | فوز %  |
| ------------------------- | ----- | ----- | ----- | ----- | ------ |
| دوري أبطال آسيا للنخبة    | 35    | 5     | 9     | 21    | 014٫29 |
| دوري أبطال آسيا 2         | 13    | 3     | 7     | 3     | 023٫08 |
| كأس أبطال الكؤوس الآسيوية | 6     | 2     | 2     | 2     | 033٫33 |
| كأس العرب للأندية الأبطال | 17    | 6     | 4     | 7     | 035٫29 |
| المجموع                   | 71    | 16    | 22    | 33    | 022٫54 |

## الرياضات الأخرى
يحتوي نادي الشرطة على فرق في 19 رياضة مختلفة:
| كرة القدم   | كرة السلة    | كرة اليد  | كرة الصالات | كرة الطائرة   | كرة الطائرة الشاطئية | القوس والسهم |
| إلعاب القوى | بناء الأجسام | الملاكمة  | الغطس       | تنس كرة القدم | الجودو               | الحواجز      |
| السباحة     | التايكواندو  | كرة الماء | رفع الأثقال | المصارعة      |                      |              |
| ----------- | ------------ | --------- | ----------- | ------------- | -------------------- | ------------ |

## روابط إضافية
- الموقع الرسمي لنادي الشرطة